# Дартс на летних Паралимпийских играх 1960
Соревнования по дартсу на летних Паралимпийских играх 1960 проводилось в смешанных парах.

## Результаты

### Медальный зачёт
| Соревнование   | Золото                           | Серебро                        | Бронза                                  |
| -------------- | -------------------------------- | ------------------------------ | --------------------------------------- |
| Смешанные пары | Уэйн Броерен США Джек Уитмен США | Джим Мэтис США Джон Тигьер США | Бернабей Франция Камиль Трувери Франция |